# Jamie Clapham
Jamie Clapham, född den 7 december 1975 i Lincoln, England, är en engelsk före detta fotbollsspelare och nuvarande tränare. Han är sedan februari 2018 assisterande manager åt Paul Heckingbottom i Leeds United.
Han började sin karriär i Tottenham Hotspur men fick bara göra ett inhopp under sina fyra år i klubben. Under 1997 var han utlånad i två omgångar till Leyton Orient och Bristol Rovers där han fick spela ett tio tal matcher. Januari 1998 lånades han ut två månader till Ipswich Town som sedan köpte honom för 300 000£. Han gjorde bra ifrån sig och blev 1999 framröstad till årets spelare i Ipswich. 2003 köpte Birmingham City honom när Ipswich på grund av ekonomiska svårigheter var tvungna att sälja spelare. 
Februari 2004 fick han en skada som höll honom utanför planen resten av säsongen. Han hade sedan svårt att få en ordinarie plats i första uppsättningen de två följande säsongerna. När hans fick veta att hans kontrakt inte skulle förnyas så skrev han på för Wolves i augusti 2006.